# Midway City
Sunset Beach é uma Região censo-designada localizada no Estado americano da Califórnia, no Condado de Orange. É limitada pelas cidades de Westminster à leste e Huntington Beach à oeste. Recebeu esse nome porque fica no meio do caminho (midway) entre Long Beach e Santa Ana.
A comunidade é uma das mais antigas do condado, e muitas de suas casas foram construídas na década de 1950. O código de área é 714.